# Thecla aeone
Thecla aeone är en fjärilsart som beskrevs av John Henry Leech 1893. Thecla aeone ingår i släktet Thecla och familjen juvelvingar. Inga underarter finns listade i Catalogue of Life.